# COLOR FILTER
COLOR FILTERはアメリカでのデビューを皮切りに海外を中心に多数のリリースを重ねたツネヨシリュウジ(恒吉隆治)のユニットとしてスタート。The Flaming Lipsが「自分たちのサイケデリア感を体現しているサウンド」として絶賛。 2002年にはSXSWへ出演。アンビエント、シューゲーザー、ブレークビーツ、テクノを内包するメロウサイケデリアとも言えるサウンドは、現在では市民権を得るに至った "Dream Pop"といったジャンルを、密かに、ここTokyo で先取りしていた孤高の存在。改めて、2023年に「再発見」されるべきサウンド。新ボーカリストMINAMI TAGAを迎え再始動。
COLOR FILTER（カラー・フィルター）は日本の2人組音楽ユニットである。もともとはツネヨシリュウジのソロプロジェクトだったがニシムラが加入。海外でもCDをリリースしている

## メンバー
- Ryuji Tsuneyoshi（sound）
- Minami Taga（vocal）

## ディスコグラフィー

### アルバム
1. Sleep In A Synchrotron（1998年）FUZZY BOX /Darala Records
2. Color Filter Remix（1998年）リミックスアルバム  FUZZY BOX /Darala Records
3. I Often Think In Music（1999年） FUZZY BOX /Darala Records
4. Luminesence（2001年）
5. I'm not sad in this world（2002年11月7日）INIT/ユニヴァーサルIMS
6. Silent Way（2004年5月7日）P-VINE
7. blueberry（2007年4月18日）Happiness Records

### シングル
1. Blue EP（1998年）GOD'S POP RECORDS
2. Mark Twain / マークトウェイン(2023年)

### 参加作品
1. RE:MOVEMENT tribute to New Order
Regret